# Grónština

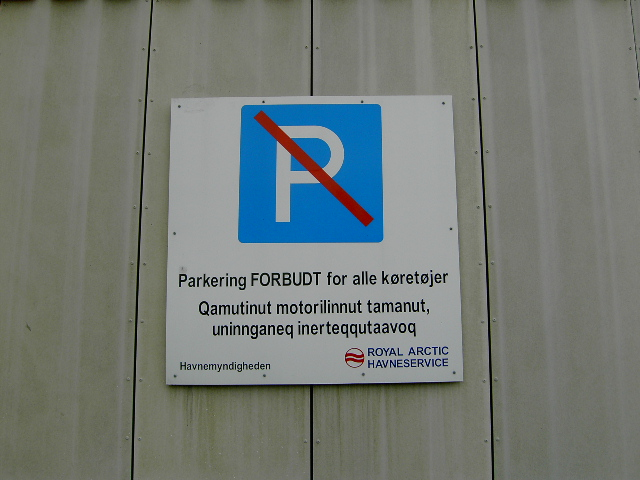
Nápisy v Grónsku jsou napsány v dánštině i grónštině.

Grónština (grónsky Kalaallisut) je jazyk patřící do východoinuitské skupiny jazyků. Je úředním jazykem Grónska a jedná se o nejpoužívanější inuitský jazyk. Jedná se o polysyntetický jazyk – mnoho slov je spojováno v jedno dlouhé slovo, jež ovšem v češtině může znamenat celou větu, například Niuerniarsuataartarpusi (Ni'u'ver'ni'jar'su'va'taar'tar'pu'si) – Kupujete mnoho zboží.
Grónština rozlišuje jednotné i množné číslo. Má čtyři osoby, 8 pádů (absolutiv, relativ, ekvativ, instrumentál, lokativ, allativ, ablativ a prolativ), žádný rod a tři samohlásky: /i/, /u/ a /a/. Grónština se píše latinkou. Do roku 1973 se místo q používalo kra (ĸ).

## Dialekty
Grónština se dělí na dialekty severní (Avanersuaq), východní (Tunu) a západní (Kitaa).
- Západní dialekt, zvaný též Kalaallisut, je nejhojněji užívaný, mluví jím asi 54 000 obyvatel.
  - Kalaallisut se dále dělí na 4 dialekty- severní, kterým se mluví v osadách v Upernavickém souostroví, Nuugaatsiaqu, Illorsuitu a obyvateli mluvícími Kalaallisutem v oblasti kolem Qaanaaqu, středoseverní, kterým se mluví v osadách u zálivu Disko, Umanackého fjordu a v Aasiaatském souostroví, hlavní, kterým se mluví v Qeqqatě, Nuuku, Kapisillitu, Qeqertarsuatsiaatu a Paamiutu, a jižní, kterým se mluví v kraji Kujalleq a v Arsuku.
- Východnímu dialektu se říká také Tunumiit oraasiat a mluví jím asi 3 000 obyvatel.
- Severní je nejvíce odlišný od ostatních dvou, někdy se uvádí jako samostatný jazyk Inuktun. Je nejvíce podobný kanadskému inuitskému jazyku inuktitut, mluví jím asi 300 obyvatel a používá se především v okolí Qaanaaqu (Thuly).

## Psaný jazyk
Psaný jazyk je založen na gramatice Samuela Kleinschmidta (1814 – 1886) z roku 1851. Oficiální ortografická pravidla byla zavedena roku 1973. Abeceda západního dialektu má 17 písmen:
Abeceda: A E F G I J K L M N O P Q R S T U V
V některých slovech přijatých z dánštiny a ve jménech a příjmeních se objevuje také B, C, D, H, W, X, Y, Z, Ø, Ö, Å a Æ. Písmeno H se používá pouze v Inuktunu, v západním dialektu se nahrazuje za S.

### Starý pravopis
Ve starém pravopisu, používaném do roku 1973, se nacházelo 44 písmen:
| Písmeno        | A | Á | Ä | À  | Â  | Ã  | Æ | B | C | D | E | Ê  | É  | F | G | H | I | Í | Ì  | Î  | Ĩ  | Ï | J | K | L | M | N | Ñ  | O | Ô  | P | Κʼ | R | S | T | U | Ú | Ù  | Û  | V | W | X | Y | Z |
| Novější přepis | A | A | A | Aa | Aa | Aa | - | - | - | - | E | Ee | Ii | F | G | - | I | I | Ii | Ii | Ii | - | J | K | L | M | N | Nn | O | Oo | P | Q  | R | S | T | U | U | Uu | Uu | V | - | - | I | - |

- Písmena Á, Í a Ú se používala k zapsání samohlásky před dvěma stejnými souhláskami za sebou (např. Íkáteq-Ikkatteq, Sarfánguit-Sarfannguit, Akúnâq-Akunnaaq). Podobným způsobem se používala i písmena À, Ã, Ì, Ĩ, Ù a Ũ, která se však používala k zapsání dlouhé samohlásky před dvěma stejnými souhláskami za sebou (např. Kalãlisut-Kalaallisut). Nepoužívala se před písmeny G, L, Q a S, protože měla vlastní spřežky na zdvojení, nebo se psala stejně jako dnes.
- Písmeno É se používalo výjimečně, sloužilo k zapsání dnešního ii, zdvojnásobovalo však předchozí souhlásku (např. Mannétsok-Maniitsoq).
- Do roku 1973 se místo q používala kra (Κʼ), v některých přepisech však bývá nahrazována za q.
- V minulosti byly používány spřežky gdl, vdl a tdl, které byly po změně pravopisu změněny na ll (např. Igdlorssuit-Illorsuit, Itivdleq-Itilleq, Kujatdlek-Kujalleq), gs a gss, které byly změněny na ss (Savigsivik-Savissivik), vk, která byla změněna na kk (Uvkusigssat-Ukkusissat), ngm, která byla změněna na mm (Atangmik-Atammik), rq, která byla změněna na qq (Sarqaq-Saqqaq), ss, která byla změněna na s (Narssarssuaq-Narsarsuaq), gt, která byla změněna na tt (Ivigtut-Ivittuut), ae, ai a au, které byly změněné na aa (Ausiait-Aasiaat, Qaersut-Qaarsut), gp, která byla změněna na pp (Augpilagtoq-Aappilattoq) a vn, která byla změněna na nn (Ivnârssuit-Innaarsuit)
- Vzácně se nahrazovalo dnešní tto na tse (např. Itseqqortoormiit-Ittoqqortoormiit)
- Pro zapsání dlouhé samohlásky se v grónštině používala písmena Â, Î, Ô a Û. Tato písmena jsou nahrazena za aa, ii, oo a uu (např. Pâmiut-Paamiut, Tasîgdlak-Tasiilaq, Ítorqortôrmît-Ittoqqortoormiit, Nûgsuak-Nuussuaq).
- Písmena Æ, B, C, W, X a Z se používala pouze vzácně v přejatých slovech, byla ovšem přesto brána jako část grónské abecedy.

## Slovní zásoba
| české slovo         | grónské slovo                       | starým pravopisem                      |
| ------------------- | ----------------------------------- | -------------------------------------- |
| dobrý den           | Inuugujoq, kutaa!                   | Inûgujoq, kutâ!                        |
| ahoj                | Aluu!                               | Alû!                                   |
| Jak se máš?         | Qanoq ippit? Ajunngilatit?          | Qanoq igpit? Ajúngilatit?              |
| Dobře, a ty?        | Ajung illit, illimmi (qanoq ippit)? | Ajung ivdlit, ivdlingmi (qanoq igpit)? |
| ano                 | Aap                                 | Âp                                     |
| ne                  | Naagga                              | Nãga                                   |
| Jak se jmenuješ?    | Qanoq ateqarpit?                    | Qanoq ateqarpit?                       |
| Odkud pocházíš?     | Suminngaaneerpit?                   | Sumíngânêrpit?                         |
| Mluvíš grónsky?     | Kalaallit oqalusinnaavit?           | Kalâvdlit oqalusínâvit?                |
| Mluvíš anglicky?    | Tuluttut oqalusinnaavit?            | Tulugtut oqalusínâvit?                 |
| Ano, ale jen trochu | Aap, immannguaq                     | Âp, ingmánguaq                         |
| Rozumím ti          | Paasingilakkit, Paasingilara        | Pâsingilákit, Pâsingilara              |
| Nerozumím ti        | Paasinngilakkit, Paasinngilara      | Pâsíngilákit, Pâsíngilara              |
| Děkuji.             | Qujanaq                             | Qujanaq                                |
| jedna               | ataaseq                             | atâseq                                 |
| dva                 | marluk                              | marluk                                 |
| tři                 | pingasut                            | pingasut                               |
| čtyři               | sisamat                             | sisamat                                |
| pět                 | tallimat                            | tavdlimat                              |
| šest                | arfinillit                          | arfinivdlit                            |
| sedm                | arfineq marluk                      | arfineq marluk                         |
| osm                 | arfineq pingasut                    | arfineq pingasut                       |
| devět               | qulingiluat                         | qulingiluat                            |
| deset               | qulit                               | qulit                                  |

## Vzorový text

### Všeobecná deklarace lidských práv
Pro srovnání uvádíme i inuktitutský text a text starým pravopisem.
| grónsky                           | Inuit tamarmik inunngorput nammineersinnaassuseqarlutik assigiimmillu ataqqinassuseqarlutillu pisinnaatitaaffeqarlutik. Silaqassusermik tarnillu nalunngissusianik pilersugaapput, imminnullu iliorfigeqatigiittariaqaraluarput qatanngutigiittut peqatigiinnerup anersaavani. |
| doslovně                          | inuit = lidé (plurál od inuk) tamarmik = všichni (instrumentál od tamaq) inunngorput = rodí se (inuk (člověk) s vloženým -nngor- (stát se) a -(p)put (koncovka 3. osob plurálu); "stávají se člověkem") nammineersinnaassuseqarlutik = svobodní (nammineer (nezávislý) s vloženým -sinnaa-, -ssusiq- a -qar- a -(u)tik (koncovka 4. osob plurálu); "mají (svou vlastní) nezávislost k ostatním") assigiimmillu = sobě rovní (assigiit (stejný, identický) v instrumentálu singuláru a vloženým enklitickým -lu (ekvivalentní české spojce a); "a stejní k ostatním") ataqqinassuseqarlutillu = v důstojnosti (ataqqi (čest, důstojnost, také respekt) s vloženým -nar-, -ssusiq-, -qar-, -(u)tik (koncovka 4. osob plurálu) a -lu (ekvivalentní české spojce a); "mají (svou vlastní) důstojnost") pisinnaatitaaffeqarlutik = v právech (pisinnaatitaaffik (právo, také schopnost) s vloženým -qar- a -(u)tik (koncovka 4. osob plurálu); "mají (své vlastní) práva") silaqassuusermik = jsou obdařeni rozumem (silaqassuseq (rozum) (což je sila(r)- s -qate-, -ute- a -usiq-) v instrumentálu singuláru; "(jsou) s rozumem") tarnillu = a duší (tarniq (duše) s vloženým enklitickým -lu (ekvivalentní české spojce a); "a duše"); tarnip nalunngissusia znamená svědomí pilersugaapput = jsou obdařeni (pilersugaa- (být nadán / obdařen, také uživen) s -(p)put (koncovka 3. osob plurálu); "jsou nadáni / obdařeni") imminnullu = spolu jednat (immi (chování, chovat; jednání, jednat) v reflexivní formě (navzájem, společně) v ablativu plurálu (protože to vychází s předchozí věty) s enklitickým -lu (ekvivalentní české spojce a); "a (proto) by jednat / konat / vycházet") iliorfigeqatigiittariaqaraluarput = měli by (ilior- s pomocí vložených morfémů (-vik-, -gip-, -qate-, -giip-, -tar-, -riaq-, -qar- a -galuar-) navazuje na předchozí slovo a na konci je -(p)put (koncovka 3. osob plurálu); "měli by") qatanngutigiittut = v bratrství (qatanngutigiit (bratr / sestra; sourozenec) v ekvativu singuláru) peqatigiinnerup = vyjadřuje vztah dvou věcí (peqat (zhruba společná hodnota) v ergativu singuláru s vloženým -giip- a -niq-) anersaavani = (v) duchu (anersaaq (duch) s přivlastňovacím morfémem -va- (přivlastňuje 3. osobě singuláru) v lokativu singuláru; "v jeho / jejím duchu") |
| inuktitutsky (inuitskou abecedou) | ᐃᓄᓗᒃᑖᑦ ᐃᓅᓕᓵᓐᖑᖅᐳᑦ ᓇᖕᒥᓃᕈᖕᓇᓯᒪᖃᖅɬᐅᑎᒃ ᐊᔾᔨᒌᖕᒥᒡᓗ ᐃᓕᑕᕆᔭᐅᔾᔪᑦᓯᐊᖃᖅɬᐅᑎᒡᓗ ᐱᔪᖕᓇᐅᑎᑕᐅᖃᖅɬᐅᑎᒃ. ᐃᓱᒪᒃᓴᖅᓯᐅᕈᖕᓇᑦᓯᐊᕐᓂᕐᒥᒃ ᐃᓅᑦᓯᐊᕈᑎᒋᔭᕐᓗ ᐱᓕᖅᑐᖓᐅᑦᑐᑦ, ᐊᓯᐊᓐᖑᕐᓄᓪᓗ ᐃᓕᐅᕐᓂᕐᕕᖃᑎᒌᑦᑕᕈᒃᓴᕆᐊᖃᕋᓗᐊᖅᐳᑦ ᖃᑕᓐᖑᑎᒌᖅᖃᑎᒌᑦᑐᑦ ᐊᓂᕐᓂᖅᓵᕐᓂ. |
| inuktitutsky (latinkou)           | Inuluktaat inuulisaannguqput nangminiirungnasimaqaqɬutik ajjigiingmiglu ilitarijaujjutsiaqaqɬutiglu pijungnautitauqaqɬutik. Isumaksaqsiurungnatsiarnirmik inuutsiarutigijarlu piliqtungauttut, asianngurnullu iliurnirviqatigiittaruksariaqaraluaqput qatanngutigiiqqatigiittut anirniqsaarni. |
| starým pravopisem                 | Inuit tamarmik inúngorput nangminêrsivnâgsusseqarlutik agsigĩmigdlu atarqinagsusseqarlutigdlu pisivnâtitãfeqarlutik. Silaqagsussermik tarnigdlu nalúngigsussianik pilerssugaugput, ingmínuvdlu iliorfigeqatigĩtariaqaraluarput qatángutigĩtut peqatigîvnerup anersâvani. |
| česky                             | Všichni lidé se rodí svobodní a sobě rovní co do důstojnosti a práv. Jsou nadáni rozumem a svědomím a mají spolu jednat v duchu bratrství. |